# Снос памятников Пушкину на Украине
Снос памятников Александру Пушкину на Украине, также известный как Пушкинопад (укр. Пушкінопад), — часть процесса дерусификации Украины, начавшегося в связи со вторжением России на Украину в 2022 году.

## История
Ситуация с Пушкиным оказалась похожей на «Ленинопад». 
- Первым событием, получившим широкую известность, стал демонтаж памятника Пушкину в Мукачеве 7 апреля 2022 года.
- 9 апреля памятники русскому поэту демонтировали в Ужгороде и Тернополе[3][4][5][6]. 22 марта 2022 года житель Тернополя выкрасил в красный цвет памятник Пушкину и написал на нем «стоп война». Своим действием он обратил внимание на необходимость демонтажа памятника. Памятник поэту был установлен в Тернополе в 1961 году. Первые инициативы по его сносу появились в 2014 году, после начала российско-украинской войны[7].

Мэр Тернополя Сергей Надал отметил:
Преступления русских против украинского народа: убийства, пытки людей, изнасилования женщин и детей, разрушение украинских городов стёрли всю культуру русского народа. Объяснений этим преступлениям нет. Они не оставляют нам выбора. Всё русское нужно демонтировать. В том числе памятник русскому писателю.
- 11 апреля 2022 года в селе Заболотовцы Львовской области демонтировали бюст Пушкина.

- 19 апреля 2022 года в Кропивницком предложили убрать памятник Пушкину, который стоит возле Педагогического университета[9].

- 26 апреля 2022 года в селе Пушкино на Береговщине Закарпатской области повалили памятник Александру Пушкину и начались совещания по переименованию села[10].

- 28 апреля 2022 года был демонтирован памятник Пушкину в Конотопе, во время демонтажа памятнику оторвало голову[11].

- 30 апреля 2022 года был демонтирован памятник Пушкину в Чернигове[12].

- 5 мая 2022 года в Виннице демонтировали мемориальную доску Пушкину.

- 8 мая 2022 года бюст демонтирован в Делятине Ивано-Франковской области[13].

- 13 мая 2022 года из входных ворот дендрологического парка «Александрия» в городе Белая Церковь демонтирован бюст Пушкина.

- 21 мая 2022 года в Николаеве был демонтирован памятник Пушкину[14].

- 1 июня 2022 года в Никополе был повреждён памятник Александру Пушкину[15].

Рабочая группа Министерства образования и науки Украины во время заседания 16 июня приняла решение об изъятии из школьных учебников более 40 произведений советских и российских авторов, включая Александра Пушкина.
- В Запорожье демонтировали бюст Пушкина. Бюст из кованой меди простоял в городе более 20 лет и был демонтирован вечером 26 июля с разрешения мэрии[17].

- 1 сентября 2022 года в Киеве был демонтирован бюст Пушкина на территории гимназии №153.

- 11 октября 2022 года в Киеве неизвестными был демонтирован второй бюст Пушкина перед Национальным транспортным университетом. Демонтаж посвятили лейтенанту Вооружённых сил Украины Денису Антипову (позывной «Бук») — известному общественному активисту, преподавателю корейского языка в Киевском национальном университете имени Тараса Шевченко, погибшем в мае 2022 года в бою с российскими войсками[источник не указан 620 дней].

- В Харькове бюст Александра Пушкина был демонтирован в центре города 9 ноября 2022 года решением Харьковсого горсовета[18]. Бронзовый бюст простоял более 100 лет и был открыт в мае 1904 года рядом с переименованой улицей Пушкинской (бывшая улица Немецкая).

- 11 ноября 2022 года демонтировали памятник Александру Пушкину в Житомире.

- 11 ноября 2022 года демонтирован и исчез памятник Пушкину в городе Жмеринка.

- 17 ноября 2022 года демонтирована скульптура Пушкина в городе Черновцы.

- 20 ноября 2022 года неизвестными был повален бюст Пушкину в городе Никополь.

- 21 ноября 2022 года демонтирован памятник Пушкину в городе Кременчуг.

- 29 ноября 2022 года демонтирована мемориальная доска Пушкину в городе Николаев.

- 29 ноября 2022 года демонтирован памятник Пушкину в городе Ананьев.

- Памятник в Тульчине демонтирован 10 декабря 2022 года.

- Памятник Пушкину в Днепре демонтирован 16 декабря 2022 года.

- 23 декабря 2022 года демонтирована вторая скульптура Пушкина в городе Черновцы[19].

- Памятник в Кролевце демонтирован 24 декабря 2022 года.

- 27 декабря 2022 года демонтирован бюст Пушкина с фасада Черновицкого драматического театра имени Ольги Кобылянской[20].

- 29 декабря 2022 года демонтировали бюст в городе Полонное[21].

- 29 декабря 2022 года демонтирована вторая мемориальная доска Пушкину в городе Николаев.

- 30 декабря 2022 года городской голова Краматорска Александр Гончаренко показал фото демонтажа бюста Александра Пушкина[22][23][24].

- 18 февраля 2023 года демонтирован памятник Пушкину в селе Биленченковка Полтавской области.
- 6 июня 2023 года демонтирован памятник Пушкину в городе Жёлтые Воды.
- 8 июня 2023 года демонтирован памятник Пушкину в городе Глухове.
- В июле 2023 года демонтирован памятник Пушкину в Полтаве.
- 17 августа 2023 года демонтирован памятник Пушкину в городе Лубны.
- 23 октября 2023 года Харьковский театр имени Пушкина исключил его упоминание из своего названия и был переименован в Харьковский академический драматический театр[25].
- 15 ноября 2023 года демонтирован памятник Пушкину в Киеве.
- 12 января 2024 года со станции «Пушкинская» Харьковского метрополитена был демонтирован барельеф Александра Пушкина и другие произведения искусства, включавшие в себя стихи Александра Пушкина[26][27].
- 26 января 2024 года Харьковский городской совет переименовал улицу Пушкинская в Харькове в улицу Григория Сковороды[28]. Это было сделано в ответ на российскую бомбардировку Харькова 23 января 2024 года, в результате которой погибло 9 человек, в том числе 4-летний ребёнок[29]. Вечером того же года пострадала центральная улица Пушкинская[29]. 29 апреля 2024 года станция метро «Харьковская», которая также носила имя Пушкина, была переименована в её нынешнее название — Ярослава Мудрого[30].
- 15 августа 2024 года в Белгород-Днестровском был демонтирован бюст Пушкина в одном из скверов города[31].
- 15 ноября 2024 в Кривом Роге были демонтированы памятники Пушкину и Лермонтову[32][33]. Это было сделано в ответ на обстрел города вооружёнными силами РФ 11 ноября 2024 года, в результате которого погибли четверо людей: мать и трое её детей[34].

## Тезисы и антитезисы
Вопрос сноса памятников рассматривается в концепте содержательной их нагрузки, уяснении причин их установки. В украинском обществе существовали тезисы «Не нужно уничтожать историю! Это же наша история!», «Снесите все эти памятники в музеи», «Это выдающиеся деятели».